# Nicole Joraanstad
Nicole Joraanstad (Seattle, 10 de noviembre de 1980) es una deportista estadounidense que compitió en curling. Ganó una medalla de plata en el Campeonato Mundial de Curling Femenino de 2006.

## Palmarés internacional
| Campeonato Mundial | Campeonato Mundial      | Campeonato Mundial | Campeonato Mundial |
| Año                | Lugar                   | Medalla            | Prueba             |
| ------------------ | ----------------------- | ------------------ | ------------------ |
| 2006               | Grande Prairie (Canadá) | Medalla de plata   | Equipo             |